# Azione del 29 febbraio 1916
L'Azione del 29 febbraio 1916 fu uno scontro navale avvenuto nel Mare del Nord, durante la prima guerra mondiale. Lo scontro risultò inconclusivo, infatti i due vascelli che vi presero parte, uno britannico e uno tedesco, affondarono.

## Lo scontro
Nel pomeriggio del 29 febbraio, il mercantile armato tedesco Grief navigava sotto bandiera norvegese, per cercare di forzare il blocco navale britannico. Il mercantile armato della Royal Navy, l'Alcantara, credendo che il Grief fosse effettivamente una nave norvegese, si avvicinò comunque per investigare. Il Grief continuò per la sua rotta verso nord-est, senza rispondere ai ripetuti tentativi di aprire una comunicazione da parte del comandante dell'Alcantara, il capitano Thomas Wardle. Quando il Wardle ordinò alla nave di fermarsi per un'ispezione, l'equipaggio della Grief levò la bandiera norvegese e issò le insegne della Kaiserliche Marine prima di aprire il fuoco contro la Alcantara, che rispose prontamente. Dopo 12 minuti di battaglia, lo scontro finì. La Alcantara perse 74 uomini mentre la Grief ne perse 200. Nel frattempo un altro mercantile armato britannico, l'Andes, giunse sul luogo della battaglia, quando disperatamente la Grief lanciò un ultimo siluro, colpendo di nuovo l'avversaria. Entrambe le navi affondarono e la Andes recuperò i sopravvissuti di tutti e due gli schieramenti, catturando più di 200 tedeschi.